# Sun Ce

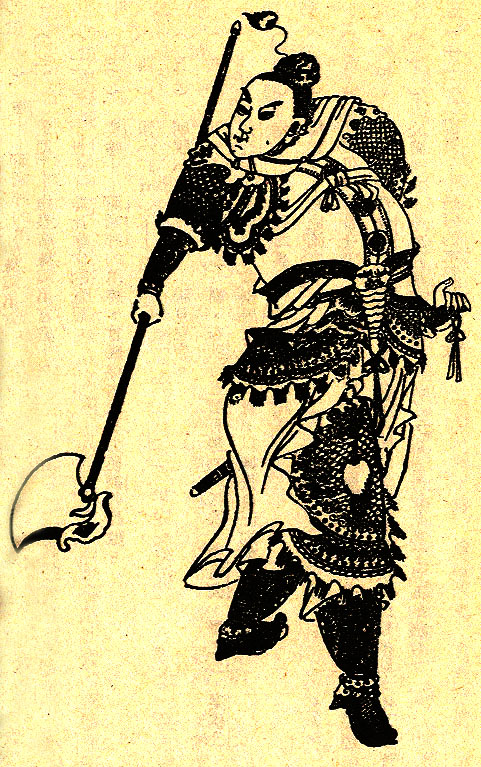
Porträt Sun Ces. Illustration aus einer Ausgabe der Geschichte der Drei Reiche, Qing-Dynastie.

Sūn Cè (chinesisch 孫策 / 孙策, IPA (hochchinesisch) [su̯ən5 tsʰə51], W.-G. Sun Tse, Großjährigkeitsname Bófú 伯符, * 175; † 5. Mai 200) war ein chinesischer General und Warlord gegen Ende der Han-Dynastie am Vorabend der Zeit der Drei Reiche. Sein Vater war der General Sun Jian, der dem Warlord Yuan Shu diente. Drei Jahre nach dem Tod seines Vaters begab sich Sun Ce ebenfalls in Yuan Shus Dienste, übernahm im Alter von 18 Jahren den Befehl über die Truppen seines Vaters und setzte dessen Feldzüge fort. Während sich Yuan Shu unter den chinesischen Warlords immer mehr isolierte, nutzte Sun Ce sein Kommando für seine eigenen Interessen. Er eroberte das Land an der Mündung des Jangtse und legte damit den Grundstein für das Reich Wu, das nach seinem Tod von seinem Bruder Sun Quan begründet wurde.

## Leben

### Kindheit und Jugend

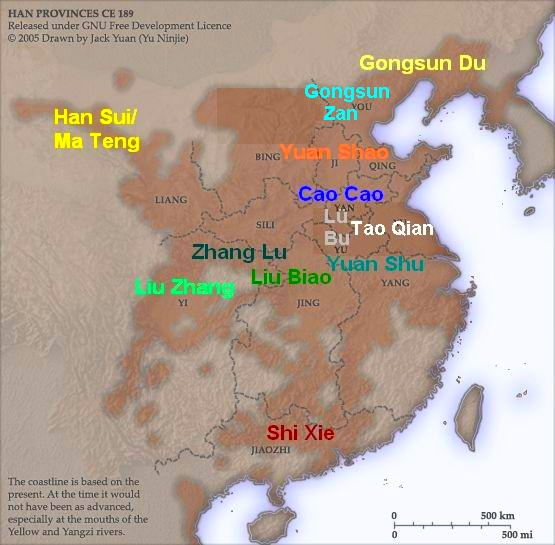
Machtblöcke in China im Jahr 194, in der Mitte Yuan Shu (graublau).

Sun Ce wurde im Jahr 175 in Yandu (im heutigen Yancheng) als ältester Sohn des Generals Sun Jian und dessen Gemahlin Wu geboren. Während sein Vater im Jahr 184 gegen die Rebellen des Gelben Turbans in seiner Heimat Nanyang kämpfte, blieb seine Familie in Shouchun (heutiger Kreis Shou, Provinz Anhui). Im nächsten Jahr wurde Sun Jian in die Liang-Provinz bestellt, wo er einen Aufstand niederschlug. 187 wurde er Großverwalter von Changsha und schlug dort und in den Nachbarkommandanturen zahlreiche Aufstände nieder. Als in den Unruhen nach dem Tode Kaiser Lings (189) der Warlord Dong Zhuo die Macht am Kaiserhof ergriff, schloss sich Sun Jian unter dem Gouverneur Yuan Shu der Allianz gegen Dong Zhuo an. Er vertrieb den Warlord 191 aus der Hauptstadt Luoyang und griff anschließend den Provinzgouverneur Liu Biao in Xiangyang an, wo er in einen Hinterhalt geriet und getötet wurde.
Sun Ce hielt sich zu dieser Zeit mit seiner Mutter und seinen Brüdern Sun Quan, Sun Yi und Sun Kuang im Bezirk Shu auf, der Hauptstadt der Lujiang-Kommandantur in der Yang-Provinz (westlich vom heutigen Lujiang, Provinz Anhui). Dort lebte auch Sun Ces gleichaltriger Freund Zhou Yu, der einer hochrangigen Adelsfamilie des Reiches angehörte. Die Zhou-Familie begab sich mit Sun Jians Hinterbliebenen in den Bezirk Qu'a (heutiges Danyang, Provinz Jiangsu), wo Sun Jians Leichnam bestattet wurde.
Sun Ce hatte schon seit seiner Jugend in seiner Heimat einige Anhänger: Neben der Zhou-Familie und der Wu-Familie (seine Verwandtschaft mütterlicherseits) schloss sich ihm auch der Flüchtling Lü Fan an. Im Jahr 193 begab sich Sun Ce zu Yuan Shu und bot ihm seine Dienste an. Yuan Shu lehnte wegen seiner Jugend vorläufig ab, und Sun Ce begab sich zu seinem Onkel Wu Jing, dem Großverwalter der Danyang-Kommandantur. Er bat Yuan Shu auch, ihm seines Vaters Offiziere zur Seite zu stellen: Yu He, Cheng Pu, Huang Gai und Han Dang hatten lange Zeit an Sun Jians Seite gekämpft, aber nach seinem Tod hatten sie keine entscheidenden militärischen Posten mehr bekleidet. Darum brachten sie Sun Ce größere Loyalität entgegen als Yuan Shu. Man könnte sich wundern, warum die Offiziere nicht eher Wu Jing als den jungen Sun Ce als Anführer ansahen. Das liegt zum einen an der gleichrangigen sozialen Stellung der Sun- und der Wu-Familie, zum anderen daran, dass Wu Jing nur ein jüngerer Schwager Sun Jians und nicht dessen Sohn und rechtmäßiger Erbe war.
Sun Ces Familie war nach seinem Besuch bei Yuan Shu in eine gefährliche Lage geraten. Sie hielt sich unter der Aufsicht des Beamten Zhang Hong am Rande des Machtbereichs des Gouverneurs Tao Qian auf, der sich durch Yuan Shus Rückzug nach Shouchun bedroht sah und die Anhängerschaft seines Rivalen beseitigen wollte. Darum schickte Sun Ce nach seinem Besuch Lü Fan aus, um die Familie nach Qu'a zu bringen. Lü Fan wurde von Tao Qian als Spion gefangen genommen und gefoltert, aber seine Soldaten konnten ihn befreien und den Auftrag ausführen. So gelangte Sun Ces Familie und Lü Fans Truppe sicher ans südliche Ufer des Jangtse.

### Dienst unter Yuan Shu

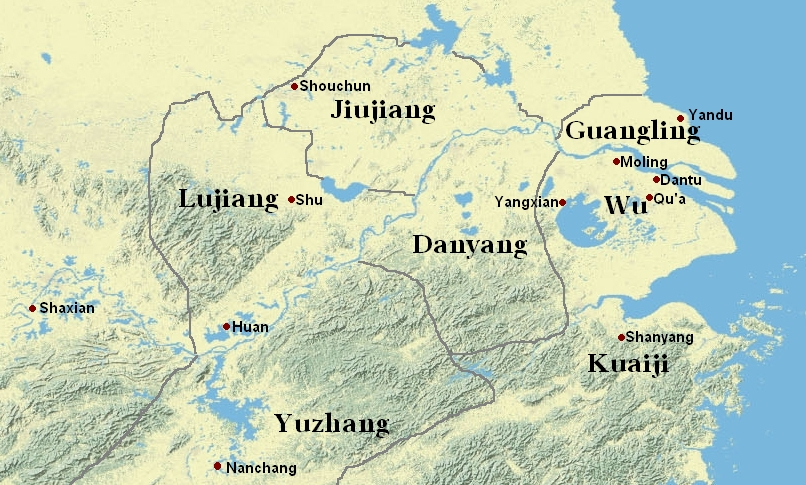
Der untere und mittlere Lauf des Jangtse mit den in diesem Artikel vorkommenden Ortsnamen.

Sun Ces erster militärischer Auftrag unter Yuan Shu war die Eroberung der Danyang-Kommandantur im Jahr 193. Gemeinsam mit seinem Vetter Sun Ben und seinem Onkel Wu Jing vertrieb Sun Ce den Verwalter Zhou Xin, der durch Wu Jing ersetzt wurde. In Danyang fand Sun Ce in den folgenden Monaten viele Anhänger und sammelte taktische Erfahrung im Kampf gegen Banditen und barbarische Stämme des Hügellands. Er soll mehrere hundert Mann befehligt haben, wurde dann aber vom Stammeshäuptling Zu Lang besiegt und fast getötet. Nach diesem Rückschlag begab sich Sun Ce wieder zu seinem Auftraggeber Yuan Shu nach Shouchun im Norden, wo er 194 anlangte. Yuan Shu übertrug Sun Ce den Befehl über die Truppen seines verstorbenen Vaters, ungefähr tausend Mann, unter denen auch verdiente Offiziere waren. Sun Ces Hoffnung auf einen eigenen Herrschaftsbereich wurde jedoch enttäuscht. Yuan Shu stellte ihm den Posten des Großverwalters von Jiujiang in Aussicht, gab ihn dann aber doch an seinen General Chen Ji (陳玘 / 陈玘). Eine zweite Enttäuschung erlebte Sun Ce, als Lu Kang, der Großverwalter der Lujiang-Kommandantur, sich gegen Yuan Shu erhob. Der Warlord versprach Sun Ce abermals den Posten des Großverwalters, wenn er den Aufrührer Lu Kang besiegt hätte. Nachdem Sun Ce den Aufstand unterdrückt hatte, überging ihn Yuan Shu wieder und ernannte Liu Xun zum Großverwalter von Lujiang.
Um Yuan Shus Machtbereich herum änderten sich zu dieser Zeit die Machtverhältnisse. Der Warlord Cao Cao hatte den alternden Gouverneur Tao Qian 194 besiegt, dessen Provinz Xu übernommen und war dadurch Yuan Shus unmittelbarer Nachbar geworden. Er konnte sich gleichwohl noch nicht gegen ihn wenden, weil ihm einige Konkurrenten zu schaffen machten: Im Südosten Lü Bu, im Südwesten Guo Si und Li Jue, im Norden Gongsun Zan und Yuan Shao. Südlich von Yuan Shu trat ein neuer Konkurrent auf den Schauplatz, Liu Yao. Er stammte aus der niederen Beamtenklasse, war entfernt mit dem Kaiserhaus der Han verwandt und wurde 194 von der Zentralregierung in Chang’an zum Inspektor der Yang-Provinz ernannt. Um nicht in Konflikt mit Yuan Shu zu kommen, begab er sich südlich des Jangtse zum Großverwalter Wu Jing, von dem er in seinem Hauptquartier Qu'a geduldet wurde. Liu Yao sammelte Anhänger in der Umgebung und verriet Wu Jing, den er aus Qu'a verjagte und eroberte von dort aus die gesamte Danyang-Kommandantur. Wu Jing bat Yuan Shu um Hilfe, der Wu Jing eine Armee gab und einen Onkel Zhou Yus, Zhou Shang aus Lujiang, zum Großverwalter von Danyang ernannte. Südlich des Jangtse, in der Umgebung des heutigen Kreises He in Anhui, begegneten sich Wu Jing und Liu Yao, aber in monatelangen Kämpfen konnten sich keiner von ihnen durchsetzen. Yuan Shu hatte die Kontrolle südlich des Jangtse verloren, und Liu Yao hob stetig neue Truppen aus und wurde zu einer ernsten Bedrohung für Yuan Shu. Die Zentralregierung erfuhr von seinen Erfolgen und ernannte ihn per Edikt zum Gouverneur der Yang-Provinz mit Generalsrang.
Im Jahr 195 bat Sun Ce, seinen Onkel Wu Jing und seinen Vetter Sun Ben unterstützen zu dürfen. Yuan Shu, der im Süden nichts mehr zu verlieren hatte, gab ihm ein Kommando und etwa 1000 Soldaten und 30–40 Reiter. Dazu kamen noch Sun Ces persönliche Gefolgschaft und sein Charisma, mit dem er auf seinem Marsch weitere Krieger anheuerte. Aus den 1500 Soldaten, mit denen er seinen Auftraggeber Yuan Shu verlassen hatte, waren auf seinem Marsch nach Shouchun 5000–6000 Mann geworden. In den Kämpfen stand er nicht hinter seinem erfahreneren Onkel Wu Jing zurück, sondern übernahm selbst den Oberbefehl. Dem Sinologen Rafe de Crespigny zufolge lag dies nicht nur an Sun Ces Eigenschaft als Erbe seines berühmten Vaters Sun Jian, sondern vor allem an seinen persönlichen Leistungen und Fähigkeiten.

### Erste unabhängige Feldzüge
Liu Yao, gegen den Wu Jing und Sun Ben zu Felde zogen, hatte in der Zwischenzeit einige lokale Statthalter auf seine Seite gezogen, darunter auch der korrupte Beamte Ze Rong. Gemeinsam bildeten sie eine starke Opposition gegen Yuan Shu und seine Streitkräfte, und Wu Jing war bisher kein Durchbruch gelungen. Die Ankunft Sun Ces brachte eine Wende der Lage: Der junge Offizier setzte mit den verbliebenen Booten über den Fluss und errichtete einen Brückenkopf, der sein Ausgangspunkt für die folgenden Feldzüge wurde. Schon bald drängte er Ze Rong und seinen Verbündeten Xie Li zurück gegen die Stadt Moling. Ze Rong wurde in seinem Hauptlager eingeschlossen, aber ein Angriff seiner Verbündeten Fan Neng und Yu Mi zwang Sun Ce zum Abbruch der Belagerung. Die beiden Generäle griffen Sun Ces Hauptlager an, der sie jedoch besiegte und mehr als 1000 Gefangene machte.
Sofort nach diesem Sieg griff Sun Ce Ze Rong erneut an, wurde jedoch bei der Belagerung durch einen Pfeil verwundet und zog sich kampfunfähig zurück. Ein Überläufer berichtete Ze Rong von Sun Ces Verletzung. Weil Ze Rong seinen Widersacher tot glaubte, machte er sich zur Verfolgung seiner Armee auf. Aber Sun Ce lockte ihn in eine Falle, und Ze Rong verlor mehr als 1000 Mann, bevor er sich zurückzog. Er verstärkte seine Verteidigungsanlagen, und Sun Ce hatte wegen des schwierigen Geländes keine Aussicht, Ze Rongs Lager im Sturm zu nehmen. Darum umging er ihn in östlicher Richtung und bedrängte nicht nur Ze Rong, sondern auch Liu Yao. Die beiden flohen in südwestlicher Richtung flussaufwärts am Jangtse entlang in die Yuzhang-Kommandantur. Sun Ce nahm inzwischen Liu Yaos Hauptquartier Qu'a ein und stellte dort im Februar 196 sein Lager auf. Er hatte auf den Feldzügen seine Truppen stark vergrößert und war in einer machtvollen Position in der Region. Er ließ einen Erlass verkünden, in dem er den Zivilbeamten des Landes Straffreiheit und gerechten Lohn versprach, wenn sie sich ihm anschlössen. Er betonte auch, dass er niemanden zu diesem Seitenwechsel zwingen werde. Dieser Erlass brachte ihm 20.000 Soldaten und mehr als 1000 Reiter ein. Um seine neuen Offiziere beobachten zu können, ernannte Sun Ce seinen Gefolgsmann Lü Fan zum Oberaufseher der Disziplin. Er holte auch seine Familie zurück nach Qu'a und ernannte seinen jüngeren Bruder Sun Quan zum Verwalter der Region Yangxian.
Die Bedrohung für Sun Ce war aber noch nicht vorbei. Südlich seines Machtbereichs hatten sich lokale Familien unter der Führung eines gewissen Weißen Tigers Yan zu einem losen Bündnis zusammengeschlossen, westlich gründete Liu Yaos Gefolgsmann Taishi Ci eine Allianz gegen den jungen Eroberer. Sun Ce wandte sich zuerst nach Süden und eroberte das Gebiet Xu Gongs, dessen Oberbefehlshaber Zhu Zhi ein alter Freund der Sun-Familie war und sich Sun Ce freudig anschloss. Xu Gong wurde verraten und floh in die Berge zum Weißen Tiger Yan. In seinen Beschwerdebriefen an den Hof nannte er Sun Ce den „kleinen Eroberer“ (小霸王). Sun Ce ignorierte diesen Gegner und zog unmittelbar gegen die Kuaiji-Kommandantur. Er schlug ihren Großverwalter Wang Lang und verfolgte ihn 500 Kilometer weit bis zur Stadt Dongye. Nach ihrer Eroberung kapitulierte Wang Lang, aber seine lokalen Verbündeten erhoben sich gegen Sun Ce. Um sie zu befrieden, setzte Sun Ce einen gewissen Han Yang als Statthalter im südlichen Kuaiji ein und zog selbst nach Norden. Han Yan war jedoch erfolglos und wurde durch He Qi ersetzt, der in den folgenden Jahren die örtlichen Machthaber besiegte und die Macht der Sun-Familie vergrößerte. Der ehemalige Großverwalter Wang Lang wurde von Sun Ce in Freiheit gesetzt und begab sich nach Norden unter den Schutz des Kanzlers Cao Cao.
In den nun folgenden Kämpfen gegen den Weißen Tiger zerstreute Sun Ce die feindlichen Truppen, aber ihre Anführer konnten fliehen und sich erneut sammeln. Immerhin war Sun Ces Position sicher genug, um die Verwaltung der Kommandanturen neu zu organisieren. Er ernannte seinen Onkel Wu Jing erneut zum Großverwalter von Danyang, seine Vetter Sun Ben und Sun Fu erhielten gleichrangige Ämter.

### Bruch mit Yuan Shu
Nach den Feldzügen erstatteten Wu Jing und Sun Ben ihrem Herrn Yuan Shu gegen Ende des Jahres 196 Bericht. Er verlieh ihnen neue Ämter und wollte sie auf seinen Feldzügen gegen den westlichen Rivalen Liu Bei verwenden. Schon in diesem Jahr hatte er den Plan gefasst, sich zum Kaiser einer neuen Dynastie zu erklären, obwohl seine Position nicht dazu geeignet war. Aus diesem Grund nahmen Wu Jing und Sun Ben großen Abstand zu ihm und begaben sich rasch zu Sun Ce zurück, um nicht gemeinsam mit Yuan Shu zu stürzen. Sun Ce sandte seinem Herrn einen von seinem Berater Zhang Hong komponierten Brief, in dem er ihn von seinem gefährlichen Plan abbringen wollte. Auch andere Generäle legten Protest gegen Yuan Shus Vorhaben ein, aber trotzdem erklärte dieser sich im Sommer 197 zum Kaiser einer Zhong-Dynastie. Aus diesem Anlass brach Sun Ce endgültig seine Beziehungen zum selbsternannten Kaiser Yuan Shu ab.
In kurzer Zeit stellte sich heraus, dass Sun Ce den richtigen und Yuan Shu den falschen Schritt getan hatte: Mit Cao Cao und Yuan Shao hatte der selbsternannte Kaiser Yuan Shu zwei übermächtige Gegner im Norden, und der benachbarte Lü Bu wandte sich trotz früherer diplomatischer Beziehungen von ihm ab und griff ihn in der Yang-Provinz an. Gleichzeitig mobilisierte Cao Cao seine Streitmacht und trieb Yuan Shu bis zum Ende des Jahres über den Huai-Fluss zurück.
Yuan Shus Macht verfiel zusehends, während Sun Ce im Süden weiterhin Verbündete sammelte. Die übrigen Warlords des Reichs erkannten seine Stellung an und luden ihn ein, sich einer Allianz gegen Yuan Shu anzuschließen. Cao Cao, der seit 196 den jungen Kaiser Xian kontrollierte und in seinem Namen das Reich zu vereinen versuchte, ernannte Sun Ce per Edikt zum kaiserlichen Großverwalter von Kuaiji und zum Marquis von Wucheng, ein Titel, den schon sein Vater Sun Jian innegehabt hatte. Cao Caos Unterhändler Wang Pu überbrachte Sun Ce das Edikt und ging auch auf seine Forderung nach dem Generalsrang ein.
Sun Ce zog nun im kaiserlichen Auftrag in den Krieg gegen Yuan Shu, während Cao Cao einen gewissen Chen Yu als Großverwalter der Wu-Kommandantur einsetzte. Chen Yu verständigte sich mit dem Weißen Tiger und versuchte, Sun Ce von seinem Territorium abzuschneiden und zu vernichten. Sun Ce erfuhr jedoch von der Verschwörung und wandte sich gegen die Rebellen. Bei seinem Sieg machte er 4000 Gefangene und zog mit dieser Verstärkung erneut gegen Yuan Shu. Vorher musste er jedoch Liu Yaos General Taishi Ci schlagen, der die nicht-han-chinesischen Völker der westlichen Danyang-Kommandantur zu einem Bündnis gegen Sun Ce vereint hatte. Sie standen in Kontakt mit Yuan Shu, der sie gegen Sun Ce unterstützte. Sun Ce konnte jedoch Taishi Ci einschließen und gefangen nehmen. Er brachte ihn und seine Untergebenen auf seine Seite und hatte nun die besten Aussichten im Kampf gegen Yuan Shu.

### Feldzüge gegen Huang Zu

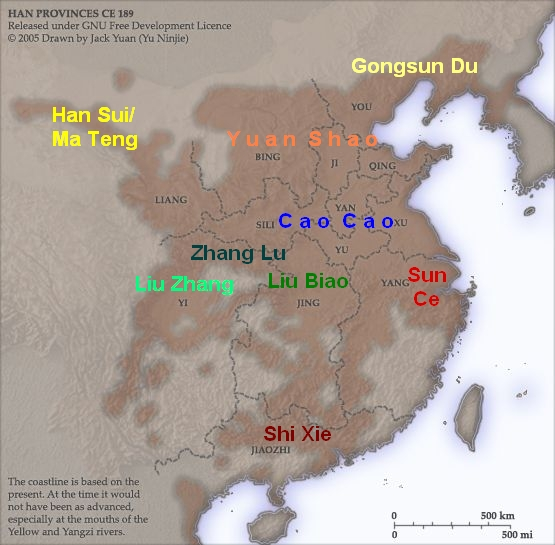
Machtblöcke in China im Jahr 199, rechts in der Mitte Sun Ce (rot).

Ebenfalls im Jahr 199 erfuhr Sun Ce vom Tod Liu Yaos. Die Nachfolge übernahm der Zivilverwalter Hua Xin, dessen Autorität jedoch nicht ausreichte, die Kommandantur zusammenzuhalten. Sun Ce schickte den übergelaufenen General Taishi Ci aus, die Lage zu erkunden und die Chancen einer friedlichen Übernahme abzuschätzen. Taishi Ci erfuhr innerhalb weniger Wochen, dass die zahlreichen Untergebenen des Zivilverwalters Hua Xin zerstritten waren und einzeln keine Bedrohung darstellten, und dass der Zivilverwalter Hua Xin keine Hand rührte, um Ordnung zu schaffen. Sun Ce konnte sich also einem weit bedrohlicheren Gegner zuwenden, dem General Huang Zu. Er kontrollierte im Auftrag des Gouverneurs Liu Biao den mittleren Jangtse und war der Verantwortliche für den Hinterhalt, dem Sun Ces Vater Sun Jian im Winter 191 zum Opfer gefallen war. Bevor sich Sun Ce aber um seine Rache und die Kontrolle des mittleren Jangtse kümmern konnte, musste er seine nördliche Flanke sichern, die nach dem Tode Yuan Shus in Verwirrung geraten war. Die meisten versprengten Truppen des Usurpators übernahm sein Statthalter Liu Xun, der Sun Ce vor Jahren um den von Yuan Shu versprochenen Posten gebracht hatte. Er konnte jedoch ihre Versorgung nicht gewährleisten, weshalb er Hua Xin und dessen Untergebene kontaktierte. Als diese aber nichts spendeten, machte sich Liu Xun zum Kampf bereit. Sun Ce hatte brieflichen Kontakt zu ihm und unterstützte ihn mit seinen Truppen. Liu Xun schlug alle Warnungen seiner Ratgeber vor einem Bündnis mit Sun Ce in den Wind und zog gegen Hua Xin zu Felde. Nach dem Sieg aber teilte Sun Ce seine Streitkräfte: Der eine Teil unter seinen Brüdern Sun Ben und Sun Fu schnitt Liu Xun von seiner Nachschubbasis ab, während Sun Ce und sein Freund Zhou Yu die Hauptstadt Huan eroberten. Dort gehörten zu ihren Gefangenen auch die Familien von Liu Xun und Yuan Shu sowie der gesamte Hofstaat des untergegangenen Usurpators.
Als Liu Xun sich von Feinden umgeben sah, wandte er sich an Liu Biao, Provinzgouverneur in Xiangyang, und dessen General Huang Zu um Hilfe. Er erhielt sie in Form einer Flotte von 5000 Mann unter dem Befehl von Huang Zus ältestem Sohn Huang She, die Sun Ce jedoch schlug und an die Mündung des Flusses Han Jiang zurücktrieb. Er machte 2000 Gefangene und kaperte mehr als 1000 Schiffe. Liu Xun floh zu Cao Cao, während Sun Ce die Reste der Flotte verfolgte und Huang Zus Hauptquartier bei Shaxian (südwestlich von Wuhan) angriff. Am 11. Januar 200 langte er vor den feindlichen Stellungen an und schrieb später an den Kaiserhof einen Brief, in dem er seinen strahlenden Sieg über den feindlichen General Huang Zu rühmte und auch der Unterstützung der Zentralregierung ihren Anteil an seinem Erfolg einräumte. Der General konnte nichts als das nackte Leben retten, und Sun Ce hatte Stadt und Land Shaxian in seiner Hand. Sein Schreiben profilierte den jungen Warlord nicht nur als entscheidenden Machtfaktor des Südens, es stellte auch Liu Biao als Feind des Kaiserhauses Han dar und legitimierte damit seinen Feldzug in den Augen des Hofes. Er nannte dem Hof auch die Namen seiner Offiziere und die Ämter, für die er sie bestimmt hatte (Zhou Yu, Lü Fan, Cheng Pu, Sun Quan, Han Dang, Huang Gai). Der Kommentar des Kanzlers Cao Cao bei der Lektüre dieses Briefes ist in den Chroniken der Drei Reiche überliefert: „Dieser junge Wolf! Ihm ist schwer beizukommen.“

### Sun Ces letzter Feldzug

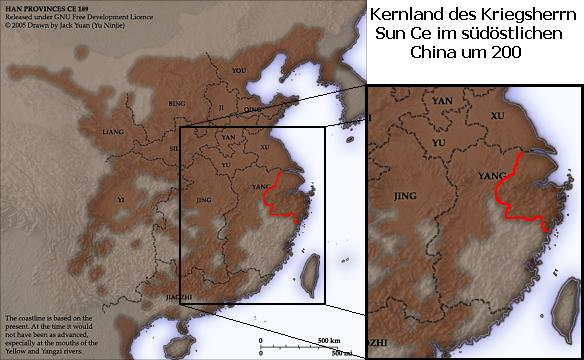
Sun Ces Machtbereich im Jahr 200.

Der feindliche General Huang Zu war geschlagen, aber keineswegs so vollständig, wie Sun Ce es dargestellt hatte. Bevor er ihn jedoch weiter verfolgen konnte, musste er seine Flanken und seinen Rücken sichern und schickte darum Boten an Hua Xin, um ihn zu einer friedlichen Unterwerfung zu überreden. Gleichzeitig ließ er Zhou Yu und Sun Fu den Statthalter Tong Zhi besiegen, und Taishi Ci erstickte den Aufstand des Zivilbeamten Liu Pan (ein Neffe des Liu Biao), der in den Hügeln zwischen Liu Biaos und Sun Ces Territorium einen Kleinkrieg begann. Über seine Grenze am Jangtse musste sich Sun Ce keine Gedanken machen, weil Cao Cao ganz von seinem Krieg gegen Yuan Shao in Anspruch genommen war. Außerdem hatte sich der Kanzler mit dem Warlord durch Heirat verbunden: Er hatte eine Nichte Sun Ces jüngerem Bruder Sun Kuang zur Frau gegeben, und sein Sohn Cao Zhang hatte die Tochter von Sun Ben geheiratet. Außerdem hatte Cao Cao den Inspektor der Yang-Provinz veranlasst, Sun Ces nächstjüngeren Bruder Sun Quan zum Kandidaten des Blühenden Talents zu ernennen; ein eher formaler Titel, der noch dazu durch den Zusammenbruch der Han-Regierung inhaltslos geworden war.
Sun Ces Feldzug gegen Huang Zu wurde trotz der sorgfältigen Vorbereitungen von einem Aufstand in seinem Rücken unterbrochen. Die verstreuten Anhänger des Weißen Tigers Yan hatten sich auf Anstiften des kanzlertreuen Großverwalters Chen Deng erhoben und verheerten die Wu-Kommandantur. Sun Ce begab sich persönlich dorthin und nahm schon nach wenigen Tagen den Offizier Xu Gong gefangen. Er schickte Nachricht davon an den Kaiserhof und ließ Xu Gong durch Erwürgen hinrichten. Nach diesem Anfangserfolg ließ der Warlord seine Armee bei Dantu am rechten Ufer der Jangtse-Mündung lagern. Es war der 5. Mai 200. Er wollte einige Tage auf die Versorgung warten und ging in der Zwischenzeit jagen. Im Wald trennte er sich von seinen Begleitern und geriet in einen Hinterhalt der Aufständischen, die noch nicht vollständig vertrieben waren. Sie schossen Pfeile auf Sun Ce ab und verletzten ihn am Kiefer. Sun Ces Begleiter erreichten die Rebellen und erschlugen sie, dann brachten sie Sun Ce ins Lager zurück. Dort erlag er seinen Wunden.
Um Sun Ces Tod kreisen unterschiedliche Anekdoten, die in die zeitgenössischen und späteren Geschichtswerke Eingang gefunden haben. So erzählt Hu Chongs Wu li, eine zeitlich nahe (3. Jahrhundert), unabhängige Quelle, dass Sun Ce von seinem Arzt strenge Ruhe für mindestens drei Monate verordnet wurde. Sun Ce sah in den Spiegel und klagte über seine Entstellungen: „Wie soll ich mit so einem Gesicht je wieder Truppen anwerben?“ Und er riss seine Verbände herunter, dass die Wunden wieder aufbrachen. Noch in derselben Nacht starb er. Andere verknüpfen Sun Ces Tod mit seiner Ermordung des daoistischen Zauberers Gan Ji (auch „Yu Ji“). Diese Geschichte, die den rächenden Geist des Zauberers einbezieht, wird am dramatischsten in der Geschichte der Drei Reiche dargestellt.
Sun Ce wurde von einem (möglicherweise postum geborenen) Sohn Sun Shao, einem Adoptivsohn Yu Shao und zwei (vielleicht drei) Töchtern überlebt. Eine heiratete den Beamten Gu Shao (顧卲 / 顾卲) und nach dessen Tod Zhu Ji (朱紀 / 朱纪), die andere den General Lu Xun. Seine Nachfolge übernahm sein damals 18-jähriger Bruder Sun Quan. Er erklärte sich im Jahr 229 zum Kaiser und ernannte Sun Ce postum zum Prinzen Huan von Changsha (長沙桓王 / 长沙桓王).

## Adaption
Sun Ce gehört zu den Figuren aus dem Zusammenbruch der Han-Dynastie, die in den klassischen Roman Die Geschichte der Drei Reiche von Luo Guanzhong (1330–1400) Eingang fanden. Er wird dort mutig und skrupellos, aber auch als sehr gewinnend dargestellt. Der Roman wurde bis heute viel rezipiert, und so tritt Sun Ce auch in den Manga- und Anime-Adaptionen und abgeleiteten Videospielen auf. In Mitsuteru Yokoyamas Manga Yokoyama Mitsuteru Sangokushi, der 1991–1992 von TV Tokyo als Anime produziert wurde, kämpft Sun Ce als aufstrebender junger Held an der Seite der drei Schwurbrüder Liu Bei, Guan Yu und Zhang Fei. Der seiyū Shigeru Nakahara lieh ihm seine Stimme. In der 84-teiligen Fernsehserie Romance of the Three Kingdoms (1995) wurde Sun Ce von Pu Cunxin gespielt.
In der Peking-Oper spielt Sun Ce wegen seines frühen Todes gewöhnlich die Rolle des tragischen Helden.